# Along Came Polly
Along Came Polly és una comèdia romàntica estatunidenca del 2004 escrita i dirigida per John Hamburg i protagonitzada per Ben Stiller i Jennifer Aniston. S'ha subtitulat al català.

## Argument
En Reuben Feffer (Ben Stiller), un treballador d'una asseguradora que realitza anàlisis de risc de mort per a assegurances, es casa amb la Lisa, venedora d'arrels (Debra Messing), qui, durant la lluna de mel, té relacions sexuals amb un instructor de busseig francès (Hank Azaria). Angoixat, torna a casa on es troba que tots els que el coneixen van saber què havia passat. En una festa, amb un amic seu, es troba amb una extravertida excompanya de primària, Polly Prince (Jennifer Aniston), que viu la seva vida en risc sempre i sense prendre'n consciència. Es comencen a conèixer, i després s'enamoren. Temps després van a la casa d'ell només per trobar-se amb la seva dona desesperada per revifar el seu matrimoni. Al final ha de decidir amb qui es vol quedar i continuar la seva vida.

## Repartiment
- Ben Stiller: Reuben Feffer
- Jennifer Aniston: Polly Príncep
- Philip Seymour Hoffman: Sandy Lyle
- Alec Baldwin: Stan Indursky
- Debra Messing: Lisa Kramer
- Hank Azaria: Claudio
- Bryan Brown: Leland Van Lew
- Jsu Garcia: Javier
- Michele Lee: Vivian Feffer
- Bob Dishy: Irving Feffer
- Missi Pyle: Roxanne
- Judah Friedlander: Dustin
- Mark Adair-Rios: decorador pastís
- Masi Oka: Wonsuk